# Grausenf
Der Grausenf (Hirschfeldia incana), auch Bastardsenf genannt, ist die einzige Art der Pflanzengattung Hirschfeldia innerhalb der Familie der Kreuzblütengewächse (Brassicaceae).

## Beschreibung

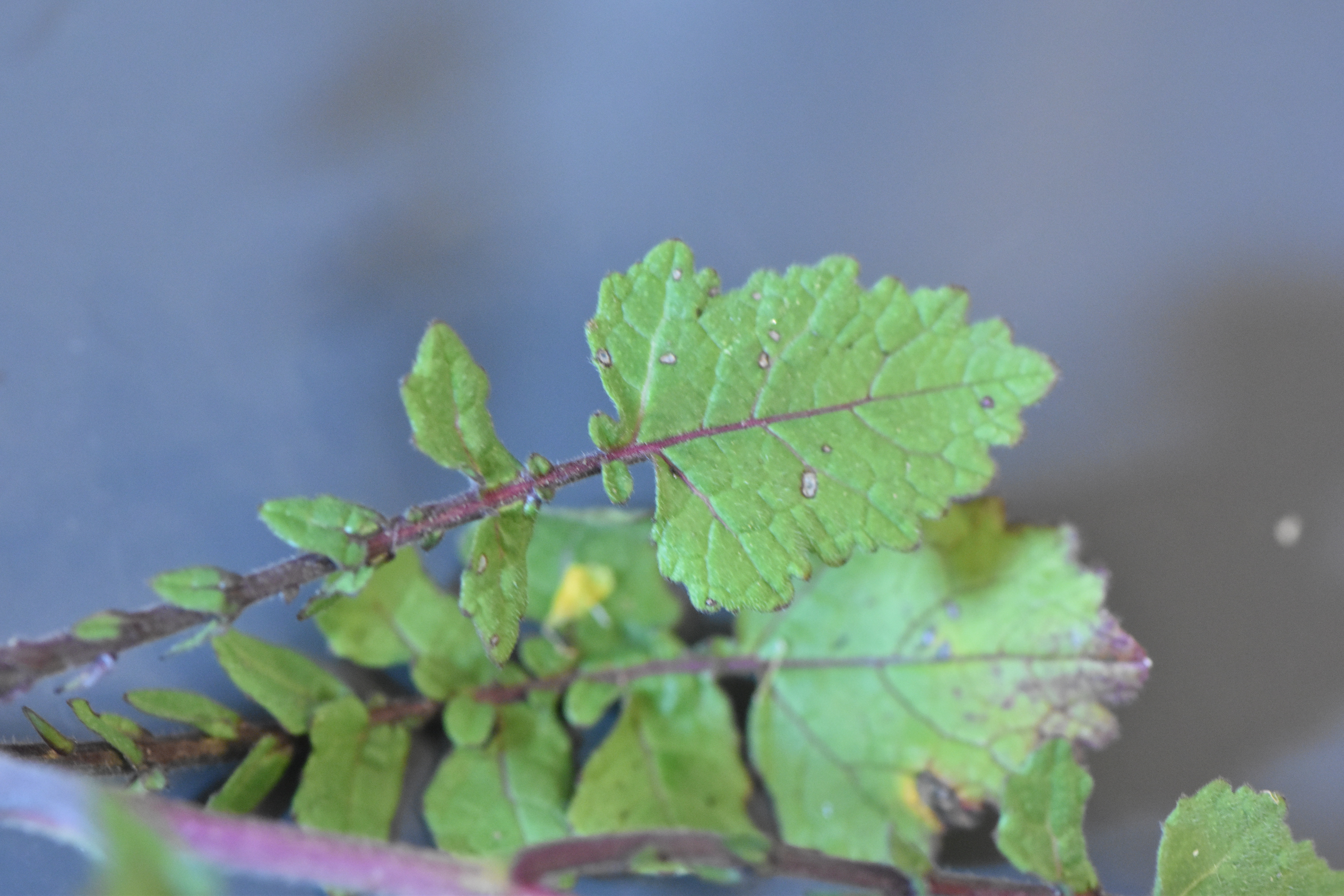
Blätter

### Vegetative Merkmale
Der Grausenf ist eine einjährige oder zweijährige krautige Pflanze, die Wuchshöhen von 20 bis 100 Zentimeter erreicht. Der Stängel ist sparrig verzweigt und trägt rückwärts gerichtete Haare. Von den grau behaarten Laubblätter sind die unteren gestielt und leierförmig fiederlappig bis -schnittig, mit zwei bis fünf Paaren Blattabschnitten und einem großen Endlappen. Der Endlappen ist rundlich bis eilänglich und meist schwach buchtig gekerbt. Die Seitenlappen sind rundlich bis länglich, ganzrandig oder ausgeschweift.

### Generative Merkmale
Die Blütezeit erstreckt sich von Mai bis Oktober. Der anfangs schirmtraubige Blütenstand ist später rutenförmig verlängert. Die Blütenstiele sind etwas kürzer als der Kelch. Die zwittrigen Blüten sind vierzählig mit doppelter Blütenhülle. Die Kelchblätter sind fast aufrecht, schmal elliptisch, 3 bis 4 Millimeter lang und bis 1,5 Millimeter breit. Die vier Kronblätter sind blassgelb, doppelt so lang wie der Kelch, oft dunkler geadert mit einer 2 bis 3 Millimeter breiten Platte. Die Narbe ist flach polsterförmig, schwach zweilippig ausgerandet und zwei- bis dreimal so breit wie das Griffelende. Die Fruchtstiele sind 2 bis 4 Millimeter lang und zur Reifezeit keulig verdickt. Die aufrechten, der Fruchtstandsachse anliegenden oder angedrückten Schoten sind 8 bis 15 Millimeter lang; ihr Schnabel ist 4 bis 7 Millimeter lang und so dick wie die Schote. In jedem Fruchtfach liegen 3 bis 6 Samen. Die Samen sind kugelig-eiförmig bis eiförmig-länglich, 0,75 bis 1,3 Millimeter lang und 0,6 bis 0,75 Millimeter breit. Die Samenschale ist fein netzig-grubig und verschleimt bei Benetzung nicht.
Die Chromosomenzahl beträgt 2n = 14.

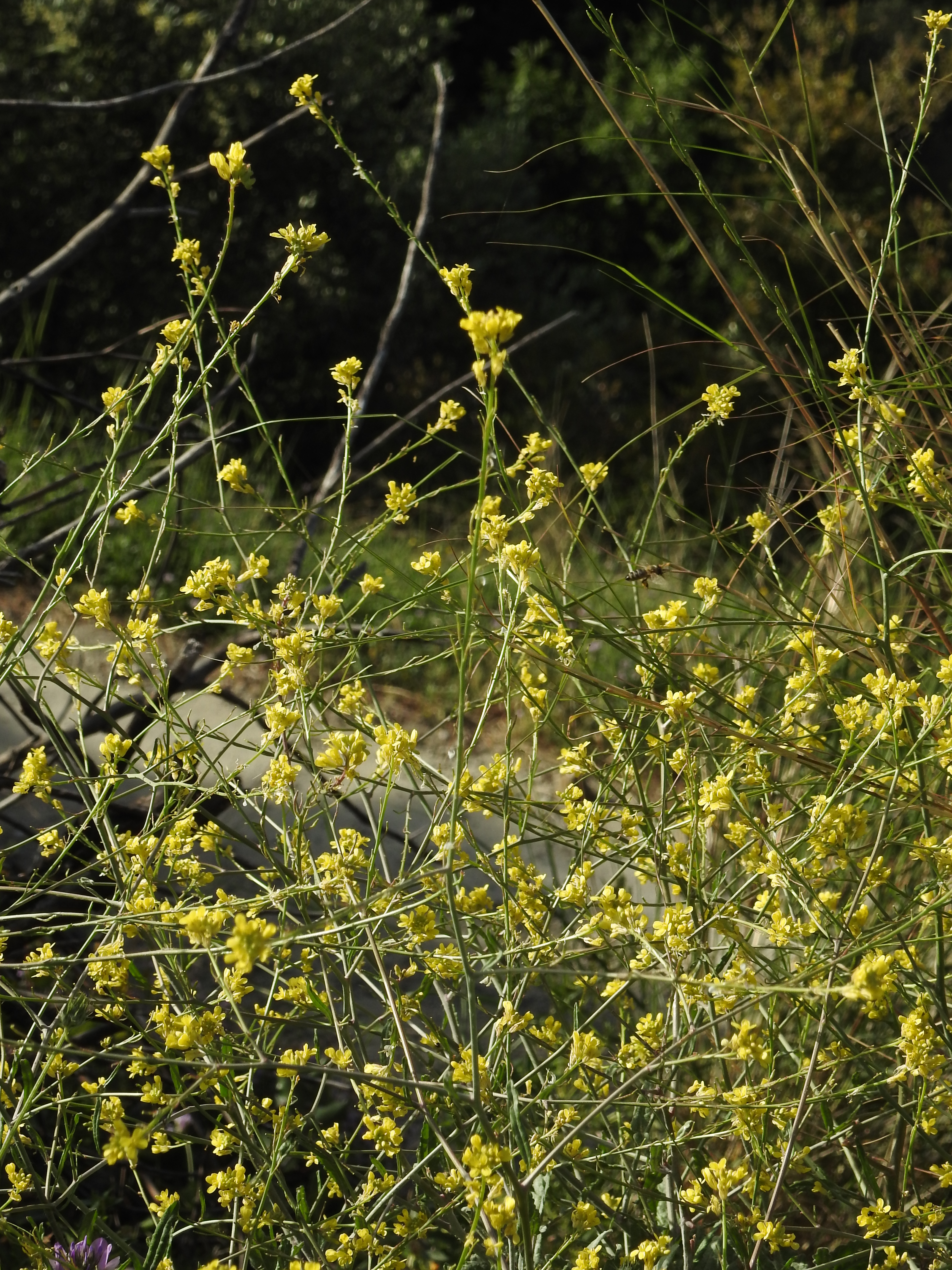
Grausenf (Hirschfeldia incana), blühendes Exemplar

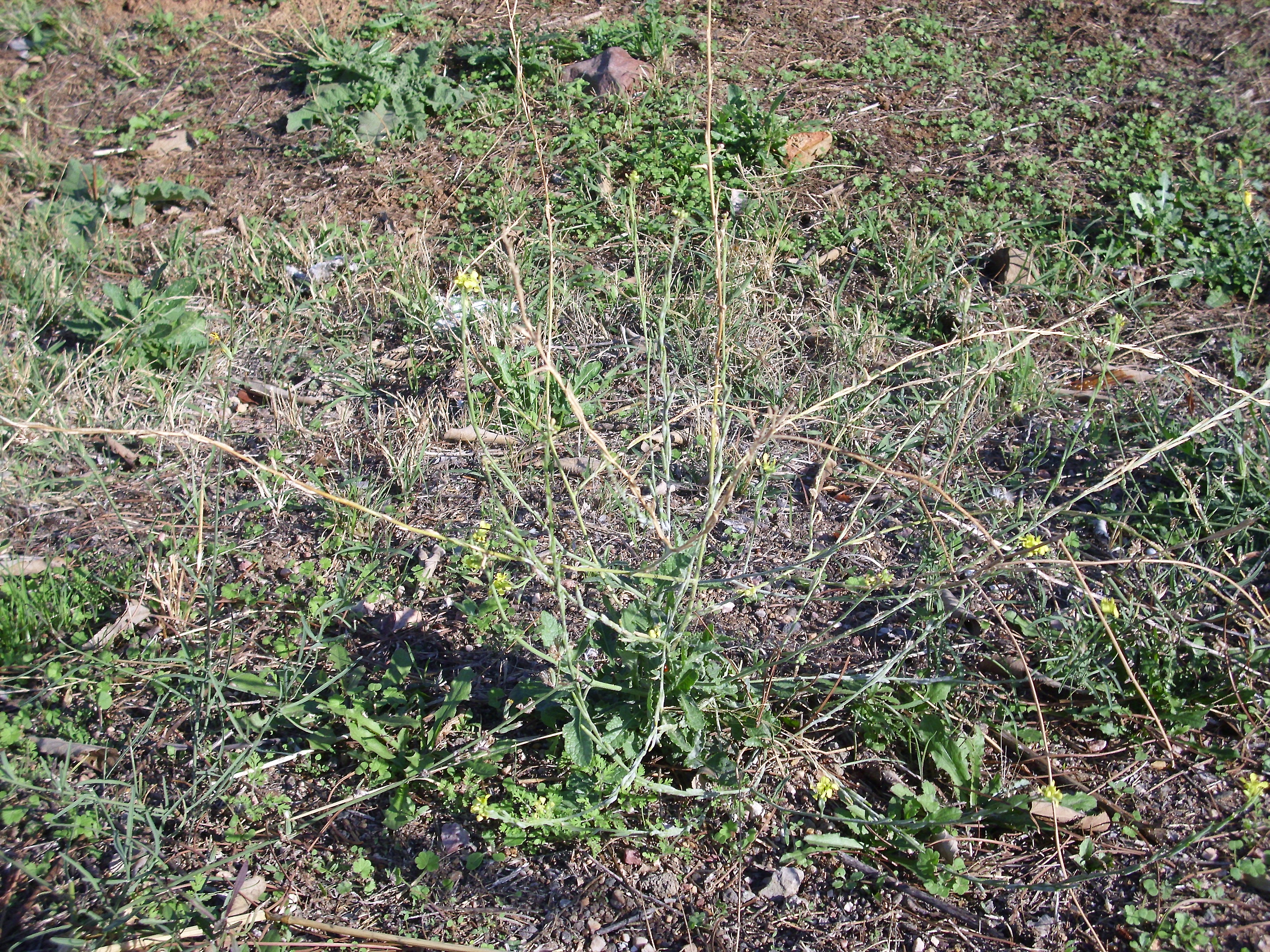
Grausenf (Hirschfeldia incana), fruchtendes Exemplar

## Vorkommen
Das Verbreitungsgebiet des Grausenfs erstreckt sich vom Mittelmeergebiet nach Osten bis Südrussland, Kleinasien, Iran und Irak; in wärmeren Zonen ist er fast weltweit ein Neophyt. In Mitteleuropa kommt er vereinzelt und unbeständig vor. Man findet ihn in Mitteleuropa am Mittelrhein; sehr selten tritt er am unteren Main, am Unterlauf von Weser und Elbe auf; selten am Alpenfuß. Er gedeiht in Mitteleuropa in Gesellschaften des Verbands Sisymbrion, kommt aber in seinem südeuropäischen Hauptverbreitungsgebiet in Gesellschaften des Verbands Hordeion vor.
Er besiedelt in Mitteleuropa in Gegenden mit warmem Klima lückig bewachsene Ödflächen, Wegränder oder  Kleefelder. Der Grausenf braucht in Mitteleuropa Sand- oder lockere Lehm- oder Lößböden.
Die ökologischen Zeigerwerte nach Landolt et al. 2010 sind in der Schweiz: Feuchtezahl F = 2+ (frisch), Lichtzahl L = 4 (hell), Reaktionszahl R = 4 (neutral bis basisch), Temperaturzahl T = 5 (sehr warm-kollin), Nährstoffzahl N = 3 (mäßig nährstoffarm bis mäßig nährstoffreich), Kontinentalitätszahl K = 2 (subozeanisch).

## Systematik
Die Erstveröffentlichung erfolgte unter dem Namen (Basionym) Sinapis incana durch Carl von Linné in Cent. Pl. I: 19, 1755. Die Neukombination zu Hirschfeldia incana (L.) Lagr.-Foss. wurde 1847 durch Adrian Rose Arnaud Lagrèze-Fossat in Flore de Tarn et Garonne; ou description des plantes vasculaires qui croissent spontanément dans ce département, S. 19 veröffentlicht. Weitere Synonyme für Hirschfeldia incana (L.) Lagr.-Foss. sind: Hirschfeldia adpressa Moench, Erucastrum incanum (L.) W.D.J. Koch, Brassica incana (L.) Döll. Das Artepitheton incana bedeutet aschgrau.
Der Gattungsname Hirschfeldia ehrt den Autor, Gartentheoretiker und Hochschullehrer Christian Cay Lorenz Hirschfeld (1742–1794).
Hirschfeldia incana ist die einzige Art der Gattung Hirschfeldia aus der Tribus Brassiceae innerhalb der Familie der Brassicaceae.